# Maran River
Maran River är ett vattendrag i Grenada.   Det ligger i parishen Saint Mark, i den nordvästra delen av landet, 13 km norr om huvudstaden Saint George's. Maran River ligger på ön Grenada.